# Podgrađe (Uskoplje, BiH)
Podgrađe je naseljeno mjesto u općini Uskoplje, Federacija Bosne i Hercegovine, BiH.

## Zemljopis
Kroz mjesto protiče nekoliko rječica, najveća je Voljišnica.

## Povijest
Samo ime Podgrađe (Pograđe) sugerira da je se naselje razvilo u predosmanlijsko doba. Pretpostavlja se da je Podgrađe naziv dobilo jer je smješteno podno ostataka ilirske gradine Sutine. Na lokalitetu Trešnja nalazi se skupina od 18 srednjovjekovnih sandučastih stećaka (nekada ih je bilo više, ali su tijekom godina uništeni).
Iz Podgrađa je 1981. izdvojen dio naselja od kojega je nastalo novo naselje Galičica.
Dana 3. listopada 2010. godine proveden je referendum o izdvajanju naseljenog mjesta Trnovača s teritorija naseljenog mjesta Podgrađe. Većina glasača izjasnila se za izdvajanje. Odlukom Vlade Federacije BiH iz 2011. Trnovača postaje samostalno naseljeno mjesto.

## Stanovništvo

### Popisi 1971. – 1991.
| Podgrađe           |                |              |              |
| godina popisa      | 1991.          | 1981.        | 1971.        |
| Hrvati             | 1.106 (91,63%) | 908 (89,72%) | 668 (90,02%) |
| Muslimani          | 88 (7,29%)     | 71 (7,01%)   | 65 (8,76%)   |
| Srbi               | 5 (0,41%)      | 3 (0,29%)    | 4 (0,53%)    |
| Jugoslaveni        | 1 (0,08%)      | 5 (0,49%)    | 0            |
| ostali i nepoznato | 7 (0,57%)      | 25 (2,47%)   | 5 (0,67%)    |
| ukupno             | 1.207          | 1.012        | 742          |

### Popis 2013.
| Podgrađe           |              |
| godina popisa      | 2013.        |
| Hrvati             | 263 (99,14%) |
| Srbi               | 2 (0,43%)    |
| Bošnjaci           | 1 (0,21%)    |
| ostali i nepoznato | 1 (0,21%)    |
| ukupno             | 467          |

## Poznati Podgrađani
- Janja Mikulić, pjesnikinja
- Josip Kolak, pjesnik
- Branko Mikulić, političar

## Vanjske poveznice
- Satelitska snimka  Arhivirana inačica izvorne stranice od 8. kolovoza 2020. (Wayback Machine)